# Capivari do Sul
Pour les articles homonymes, voir Capivari.
Capivari do Sul est une ville brésilienne de la mésorégion métropolitaine de Porto Alegre, capitale de l'État du Rio Grande do Sul, faisant partie de la microrégion d'Osório et située à 64 km au nord-est de Porto Alegre. Elle se situe à une latitude de 30° 08′ 44″ sud et à une longitude de 50° 30′ 56″ ouest, à 12 m d'altitude. Sa population était estimée à 3 339 habitants en 2007, pour une superficie de 428 km2. L'accès s'y fait par les RS-040.
Capivari signifie en tupi-guarani, capivara. Ce nom fut donné à la commune par le fait de la présence d'un grand nombre de ces animaux sur les rives du rio Capivari. L'expression "do Sul" fut rajoutée pour distinguer la municipalité de celle de Capivari, dans l'État de São Paulo.
La commune est située sur les rives de l'extrême nord de la Lagoa dos Patos.

## Villes voisines
- Santo Antônio da Patrulha
- Osório
- Cidreira
- Balneário Pinhal
- Palmares do Sul
- Viamão